# Ornamentatie (versieringen) van Bulgaarse volksmuziek
Ornamentatie van Bulgaarse volksmuziek kent een aantal 'regels'. De uitvoerende muzikant staat natuurlijk vrij dit wel of niet toe te passen, maar toch valt op dat wanneer hij/zij zich in deze materie heeft verdiept, dit ten goede komt aan de energie, ritme en authenticiteit van de muziek. Voor Bulgaarse zigeunermuziek kunnen deze regels in mindere mate van toepassing zijn.
Van oudsher wordt Bulgaarse muziek gespeeld op instrumenten als kaval (herdersfluit), gaida (doedelzak) en gadulka (knieviool). De accordeon deed pas relatief recent zijn intrede (jaren 50, met Boris Karlov als pionier.) De bespelers van de accordeon en andere moderne instrumenten hebben zo veel mogelijk de speelwijze van de oudere instrumenten proberen over te nemen. Dit heeft een grote invloed gehad op het bespelen daarvan.
De handreikingen hieronder kunnen op vrijwel alle melodie-instrumenten worden toegepast.
De (on)mogelijkheden van een instrument als de gaida hebben hun sporen achtergelaten in de manier waarop andere instrumenten ornamentatie uitvoeren. Met een gaida is het niet of nauwelijks mogelijk dynamische verschillen te maken. Bij het imiteren van een gaida gebeurt dat vervolgens ook niet.  In Bulgaarse volksmuziek blijft het 'volume' vrijwel constant. Accenten op bepaalde noten worden vaker gemaakt door middel van ornament/versiering, en minder met een volumeverschil.

## Legato
Een gaida produceert zoals alle doedelzakken met een open chanter in principe een continue toon. Stoppen (en vooral weer het opnieuw aanzetten) is lastig en kan gepaard gaan met de nodige ongewenste bijgeluiden. Alle opeenvolgende noten worden dan meestal ook gebonden gespeeld (legato). Waar toch een accent nodig is wordt een versiering gespeeld.
Dit principe wordt in Bulgaarse volksmuziek op vrijwel ieder instrument toegepast.

## Repeterende noten
Nu we weten dat de klank van het instrument niet zomaar onderbroken wordt, dan is het ook onmogelijk twee noten achter elkaar te spelen. Er is immers een zeer korte stilte tussen de noten nodig om ze te scheiden. Ook hier is weer gekeken naar de 'truc' die doedelzakspelers gebruiken. In plaats van de korte stilte wordt een andere toon gespeeld. In Bulgaarse muziek is dit meestal de kleine secunde boven de noot die gespeeld wordt (bij een B is dit dus de C, bij een F de Fis). Deze duurt onafhankelijk van het tempo altijd zo kort mogelijk! Pas daarnaast wel op dat er slechts één noot blijft klinken, dus dat de hoofdnoot niet klinkt terwijl de versiernoot wordt gespeeld. Denk er ook aan dat het legato blijft.
Ook kan een grote of kleine (afhankelijk van de toonsoort) secunde lager wordt gebruikt als versiering. Dit wordt dan aangegeven in de bladmuziek met een mordentteken.

## Versieringen
Een versiering wordt vrijwel altijd toegepast op de noten die langer duren dan de belangrijkste nootwaarde van de melodie. Dat klinkt ingewikkeld, maar het valt mee. Wanneer de maatsoort 7/8 is, dan worden alle 8ste noten 'gewoon' gespeeld. Alle kwartnoten krijgen een versiering.
Nog een voorbeeld: is de maatsoort 11/16, dan worden alle 8e noten versierd.
De truc van de versiering is eenvoudig: in het geval van de 7/8 melodie, delen we de kwartnoot op in twee achtsten. Hiervoor geldt nu de regel van de repeterende noten: er komt een halve secunde tussen beide noten te staan. Ook wordt de versiernoot achter de tweede hoofdnoot geplaatst.
Let op: De versiernoot is de laatste noot van de versiering. Er wordt niet teruggegaan naar de hoofdnoot.

## Trappetjes
De definitie van een trappetje: een motief van minimaal 3 noten in die elkaar enkel oplopend of aflopend opvolgen.
Aflopend patroon: 
Wanneer er een halve secunde in het motief zit, kan deze noot een naslag krijgen. Deze versiering komt regelmatig voor.
Oplopend patroon:
Wanneer er een oplopend patroon in de muziek zit, mag er een voorslag worden toegepast op een van de noten (naar smaak). Deze is altijd een halve secunde hoger dan de noot die daarop volgt. Deze versiering komt niet zo regelmatig voor.

## Omspeling
Naar smaak mogen noten ook omspeeld worden; (hoofdnoot, versiernoot halve secunde hoger, hoofdnoot, hele secunde lager, hoofdnoot). Dit natuurlijk ritmisch, zoals een versiering.

## Voorbeeld
- Gespeelde versie van bovenstaand voorbeeldⓘ